# Hymettus
Hymettus (grčki: Υμηττός)  je planina u Grčkoj udaljena 15 km istočno od Atene. Planina je poznata još pod nazivima Trellós ili Trellóvouno.
Najviši vrh planine je Evzonas s 1026 metara, duga je 16 km između Atene i Saronskog zaljeva i 6 do 7 km od istoka prema zapadu. Poznata je po medu od timijana. Veći dio planine prekriven je kamenom, travnatim terenima,  dok se šume pružaju na sjeveru, izrađena je većinom od vapnenca.
Općine i gradovi koju okružuju planinu su Atena, Zografou, Kaisariani, Vyronas, Ilissia, Ymittos, Ilioupoli, Argyroupoli, Elliniko, Glyfada, Voula i Vouliagmeni na zapadu, Varkiza, Vari, Markopoulo i Paiania na istoku i Papagou, Cholargos, Agia Paraskevi, Gerakas i Glyka Nera.
Gotovo cijela Atena sa svojim istočnim predgrađima i novom zračnom lukom se može vidjeti s vrha planine, zajedno s planinama Parnithaon na svom sjeverozapadu, Penteliom na sjeveru i Aegaleom na zapadu.
Na planini postoji odašiljački park s nekoliko velikih televizijskih i radijskih tornjeva, zajedno s vojnim radarom. Flora planine uključuje oko 650 vrsta i podvrsta uključujući i nekoliko endema.

## Vanjske poveznice
- | Logotip Zajedničkog poslužitelja | Zajednički poslužitelj ima još gradiva o temi Hymettus |
- Praćenje i inventarizacija biološke raznolikosti